# Jaroslaw (Opole)
Jaroslaw (auch: Jaroslaw von Oppeln; polnisch Jarosław Opolski; * zwischen 1143 und 1163; † 22. März 1201) war Herzog von Oppeln und Bischof von Breslau.

## Herkunft und Familie
Jaroslaw entstammte der Dynastie der Schlesischen Piasten. Seine Eltern waren Boleslaw I. „der Lange“ und Wenzlawa (Zvinislava) von Kiew. Nach deren Tod vermählte sich Boleslaw mit Adelheid, Tochter des Pfalzgrafen Berengar von Sulzbach. Dieser Ehe entstammten vier Söhne und zwei Töchter, u. a.:
- Heinrich I. († 1238), Herzog von Schlesien und Seniorherzog von Polen
- Adelheid, verheiratet mit Markgraf Diepold III. von Mähren

## Leben
Es ist nicht bekannt, ob Jaroslaw noch während der Verbannung seines Vaters in Sachsen oder nach dessen Rückkehr in Schlesien geboren wurde. Nachdem Boleslaw seinen der zweiten Ehe mit Adelheid von Sulzbach entstammenden Sohn Heinrich zum alleinigen Erben bestimmt hatte, empörte sich Jaroslaw darüber und kämpfte zusammen mit seinem Onkel Mieszko I. gegen seinen Vater. Dieser übertrug ihm schließlich 1180 auf Lebenszeit das Oppelner Gebiet (lateinisch Silesia Opoliensis) als Herzogtum. Als Gegenleistung musste sich Jaroslaw verpflichten, in den geistlichen Stand zu treten.
Nach dem Tod des Breslauer Bischofs Siroslaus 1198 wurde Jaroslaw zu dessen Nachfolger bestimmt. Im selben Jahr konsekrierte er die St.-Jakobus-Kirche in Neisse. Während seiner Amtszeit unterstützte er die schlesischen Johanniter und berief aus Pforta die Zisterzienser, denen er ausgedehnten Landbesitz bei Leobschütz übergab. Mit Papst Innozenz III. korrespondierte er über die Disziplin des Klerus. Die deutsche Besiedlung der Kastellanei Ottmachau, die zum Ausstattungsgut der Breslauer Bischöfe gehörte, wurde von ihm gefördert.
Nach Jaroslaws Tod am 22. März 1201 fiel das Herzogtum Oppeln vertragsgemäß an seinen Vater Boleslaw zurück. Da dieser im selben Jahr am 8. Dezember d. J. verstarb, eroberte Jaroslaws Onkel Mieszko wenige Monate später das Oppelner Land und verband es auf Dauer mit seinem Herrschaftsgebiet. Das Gebiet der Kastellanei Ottmachau, das nicht zum Oppelner Land gehörte und dessen Landeshoheit weiterhin dem Herzog zustand, fiel an Herzog Boleslaw zurück.